# 莱波特昂雷
莱波特昂雷（法語：Les Portes-en-Ré，法語發音：[le pɔʁt ɑ̃ ʁe]，意为“雷岛之门”），是法国滨海夏朗德省的一个市镇，因地处雷岛的入口处而得名，属于拉罗谢尔区。

## 地理
莱波特昂雷（46°15'0"N, 1°29'54"W）面积8.51 平方千米，位于法国新阿基坦大区滨海夏朗德省，该省份为法国西部滨海省份，北起旺代省，西临大西洋，南至吉倫特省，东南接多爾多涅省，东北接德塞夫勒省接壤，东临夏朗德省。
与莱波特昂雷接壤的市镇（或旧市镇、城区）包括：圣克莱芒德巴莱讷。

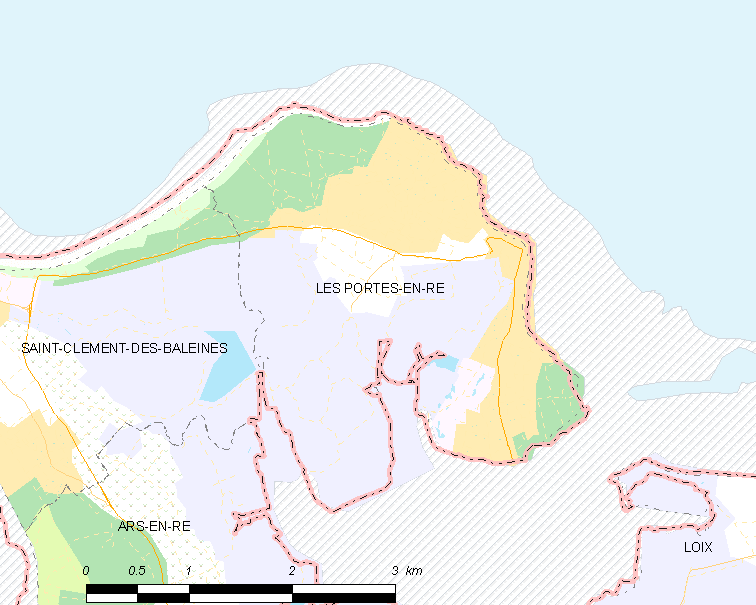
莱波特昂雷的OSM定位图

莱波特昂雷的时区为UTC+01:00、UTC+02:00（夏令时）。

## 行政
莱波特昂雷的邮政编码为17880，INSEE市镇编码为17286。

## 政治
莱波特昂雷所属的省级选区为雷岛县。

## 人口

1962-2008年间莱波特昂雷人口变化图示

莱波特昂雷于2022年1月1日时的人口数量为582人。